# سینت جان (ویسکانسین)
سینت جان (به انگلیسی: St. John) یک منطقهٔ مسکونی در ایالات متحده آمریکا است که در شهرستان کالومت، ویسکانسین واقع شده‌است. سینت جان ۲۶۰٫۹۱ متر بالاتر از سطح دریا واقع شده‌است.